# Henri Pougeard-Dulimbert
Henri Pougeard-Dulimbert ou  Pougeard du Limbert, né le 6 février 1817 à Limoges (Haute-Vienne) et mort le 19 avril 1898 à Lureuil (Indre), est un haut fonctionnaire français, préfet sous la Deuxième République puis le Second Empire. 

## Famille
Henri Pougeard-Dulimbert est le fils du général de brigade et baron Jean-Joseph Pougeard du Limbert, ainsi que le petit-fils du baron François Pougeard du Limbert et du maréchal Jourdan.

## Parcours préfectoral
Henri Pougeard-Dulimbert est nommé préfet des Pyrénées-Orientales le 20 novembre 1849. C'est un préfet «à poigne» qui se tourne résolument vers le nouveau pouvoir après le coup d'État du 2 décembre 1851. Mais il est confronté à un mouvement de résistance au sein de la population de son territoire. Ainsi, dans le village natal de François Arago, Estagel, le conseil municipal proteste contre le coup d’État. Des habitants parcourent la ville en chantant la Marseillaise. Le 7 décembre, le préfet Henri Pougeard-Dulimbert décide d’intervenir en ce lieu, avec l’appui de l’armée, le 20e de ligne et des hussards. Il effectue une douzaine d'arrestations, mais son convoi est pris en embuscade. Il doit ouvrir le feu pour revenir à Perpignan. D'autres manifestations sont constatées, notamment à Collioure, Elne, Argelès, ou Prades. Il réprime avec vigueur les démocrates et républicains, et procède à de nombreuses arrestations et déportations, dont par exemple le maire de Laroque-des-Albères, Jean Chaubet. Plus de 1 000 personnes sont arrêtées ou poursuivies, 10 sont déportées à Cayenne et 350 sont déportées en Algérie. 
Après les Pyrénées-Orientales, il est nommé préfet du Gard. Après l’attentat d'Orsini, en janvier 1858, il procède, encouragé par sa hiérarchie, à une nouvelle série d'arrestations arbitraires et de déportations pour terroriser l'opposition au régime.
En 1865, il devient préfet d'Indre-et-Loire, puis en mars 1866, préfet de la Haute-Garonne. 
Il ne reste en fonction en Loire-Inférieure que six mois et demi, jusqu’au 4 septembre 1870, date de la chute du Second Empire et de la proclamation de la IIIe République.
Le baron Pougeard du Limbert a été fait commandeur de la Légion d’honneur, et commandeur de l’ordre de Charles III d'Espagne.

## Principaux postes
- Attaché au ministère de l’Intérieur
- Préfet des Pyrénées-Orientales (1849-1852)
- Préfet du Gard (1852-1865)
- Préfet d'Indre-et-Loire (1865-1866)
- Préfet de la Haute-Garonne (1866-1870)
- Préfet de la Loire-Inférieure (1870)